# Nazionale femminile di hockey su prato dell'Italia
La nazionale di hockey su prato femminile dell'Italia è la squadra femminile di hockey su prato rappresentativa dell'Italia ed è posta sotto la giurisdizione della Federazione Italiana Hockey.

## Palmarès

### Mondiali
- 1974 – non partecipa
- 1976 – 10º posto
- 1978 – non partecipa
- 1981 – non partecipa
- 1983 – non partecipa
- 1986 – non partecipa
- 1990 – non partecipa
- 1994 – non partecipa
- 1998 – non partecipa
- 2002 – non partecipa
- 2006 – non partecipa
- 2010 – non partecipa
- 2014 – non partecipa
- 2018 – 9º posto

### Olimpiadi
- 1980-2016 – non partecipa

### Champions Trophy
- 1987-2016 - non partecipa

### EuroHockey Nations Championship

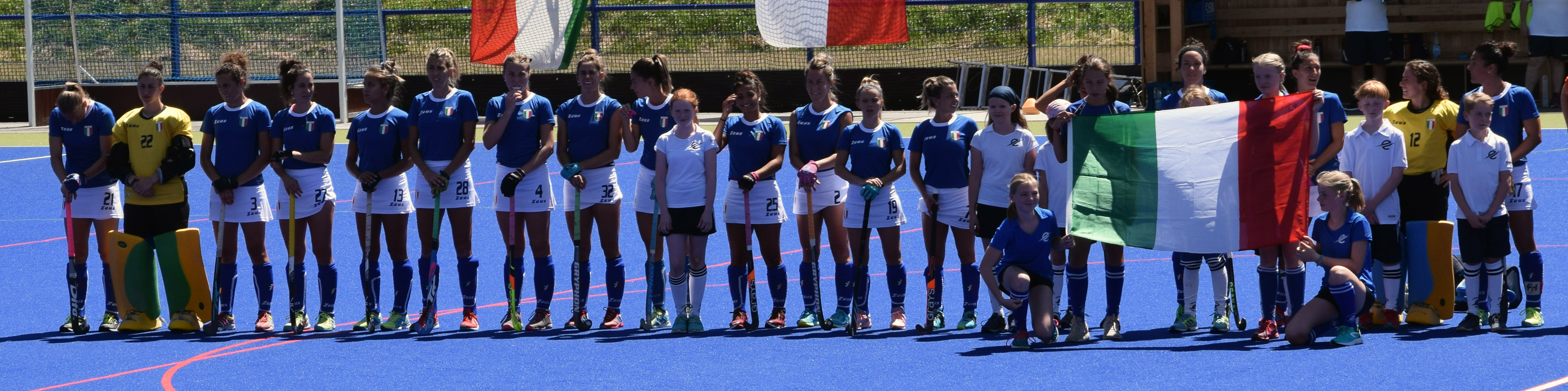
Nazionale di hockey su prato femminile dell'Italia al 30.06.2018 a Dortmund.

- 1984 - 12º posto
- 1987 - 11º posto
- 1991 - 11º posto
- 1995 - 9º posto
- 1999 - non qualificata
- 2003 - 11º posto
- 2005 - non partecipa
- 2007 - 7º posto